# Operation Splitsville
Operation Splitsville (titulada: Cómo divorciar a tus padres en Argentina y Operación Separatis en España) es una película estadounidense de comedia de 1998, dirigida por Lynn Hamrick, escrita por Patrick Braoudé y Gordon Cassidy, musicalizada por Craig Safan, en la fotografía estuvo Joseph Montgomery y los protagonistas son David Berry, Jesse Littlejohn y Christopher Lambert, entre otros. El filme fue realizado por AFCL Productions, Film Bridge International y Key Entertainment; se estrenó el 3 de octubre de 1998.

## Sinopsis
Un nuevo estudiante se integra a la clase. Él tiene experiencia en divorcios matrimoniales, consigue juntar a los alumnos que tienen padres separados y así poner en marcha su plan. Va a hacer que los padres del resto de los chicos también se separen.